# ناتاليو بيرينيتي
ناتاليو بيرينيتي (بالإسبانية: Natalio Perinetti)‏ (28 ديسمبر 1900 – 24 مايو 1985) لاعب كرة قدم أرجنتيني راحل كان يجيد اللعب في خط الهجوم .
لعب طوال مسيرته الرياضية في نادي واحد وهو راسينغ من 1917 إلى 1933 وحقق معه 4 مرات بطولة الدوري في 1917 ، 1919 ، 1921 ، و 1925 .
شارك في بطولة كأس أمريكا الجنوبية 1929 وبطولة كأس العالم 1930 ولعب مباراة واحدة في البطولة الأخيرة أمام منتخب فرنسا في الدور الأول ثم استبدل بالمهاجم كارلوس بيوسيلي .

## وصلات خارجية
- ناتاليو بيرينيتي على موقع الاتحاد الدولي (مؤرشف)  (الإنجليزية)
- ناتاليو بيرينيتي على موقع قاعدة بيانات كرة القدم.إي يو (الإنجليزية)
- ناتاليو بيرينيتي على موقع ناشيونال فوتبول تيمز (الإنجليزية)
- ناتاليو بيرينيتي على موقع عالم كرة القدم.نت (الإنجليزية)
- ناتاليو بيرينيتي على موقع أوليمبيديا (الإنجليزية)

- السيرة الذاتية